# Wiley-Blackwell
Wiley-Blackwell és una editorial internacional de literatura científica. És una filial de John Wiley & Son, creada per la fusió del departament tecnocientífic de Wiley amb l'antiga Blackwell Publishing, després de la seva adquisició el 2007.
Blackwell Publishing va ser creada el 2001 mitjançant la fusió de dues editorials d'Oxford: Blackwell Science (fundada el 1939 com a Blackwell Scientific Publishing) i Blackwell Publishers (fundada el 1922). Aleshores l'empresa ja era l'editorial científica més gran del món, amb 805 revistes científiques i aproximadament 650 llibres a l'any. Les dues empreses tenien els seus orígens en les llibreries de Blackwell.
Wiley-Blackwell publica, sovint amb la col·laboració d'organitzacions professionals de científics, al voltant de 1.500 revistes científiques i 1.500 llibres a l'any. La seu es troba a Hoboken (Nova Jersey).